# NCAA Division III (pallavolo maschile)
La NCAA Division III è il secondo livello del campionato universitario di pallavolo maschile degli Stati Uniti, posto sotto l'egida della NCAA.

## Albo d'oro
| Dal 1997 al 2011 la competizione si svolge in forma non ufficiale |                     |                |               |
| 1997 Dettagli                                                     | Springfield         | NJIT           | Juniata       |
| 1998 Dettagli                                                     | Juniata             | La Verne       | Springfield   |
| 1999 Dettagli                                                     | La Verne            | D'Youville     | Clarke        |
| 2000 Dettagli                                                     | UC San Diego        | New York       | D'Youville    |
| 2001 Dettagli                                                     | Springfield         | D'Youville     | Clarke        |
| 2002 Dettagli                                                     | Springfield         | La Verne       | New York      |
| 2003 Dettagli                                                     | Springfield         | Juniata        | La Verne      |
| 2004 Dettagli                                                     | Juniata             | Medaille       | UC Santa Cruz |
| 2005 Dettagli                                                     | Juniata             | Carthage       | Stevens Tech  |
| 2006 Dettagli                                                     | Juniata             | UC Santa Cruz  | Stevens Tech  |
| 2007 Dettagli                                                     | Juniata             | Carthage       | Springfield   |
| 2008 Dettagli                                                     | Springfield         | Vassar         | UC Santa Cruz |
| 2009 Dettagli                                                     | Juniata             | Stevens Tech   | UC Santa Cruz |
| 2010 Dettagli                                                     | Springfield         | UC Santa Cruz  | Carthage      |
| 2011 Dettagli                                                     | Nazareth            | Springfield    | Carthage      |
| Dal 2012 la competizione si svolge in forma ufficiale             |                     |                |               |
| 2012 Dettagli                                                     | Springfield         | Carthage       | -             |
| 2013 Dettagli                                                     | Springfield         | Nazareth       | -             |
| 2014 Dettagli                                                     | Springfield         | Juniata        | -             |
| 2015 Dettagli                                                     | Stevens Tech        | Springfield    | -             |
| 2016 Dettagli                                                     | SUNY New Paltz      | Springfield    | -             |
| 2017 Dettagli                                                     | Springfield         | SUNY New Paltz | -             |
| 2018 Dettagli                                                     | Springfield         | Stevens Tech   | -             |
| 2019 Dettagli                                                     | SUNY New Paltz      | UC Santa Cruz  | -             |
| 2020                                                              | Non disputato       | Non disputato  | Non disputato |
| 2021 Dettagli                                                     | Carthage            | Benedictine    | -             |
| 2022 Dettagli                                                     | Carthage            | Springfield    | -             |
| 2023 Dettagli                                                     | Stevens Tech        | North Central  | -             |
| 2024 Dettagli                                                     | California Lutheran | Vassar         | -             |
| 2025 Dettagli                                                     | Southern Virginia   | Springfield    | -             |

## Palmarès
| Squadra             | Titolo | Stagione                                                         |
| ------------------- | ------ | ---------------------------------------------------------------- |
| Springfield         | 11     | 1997, 2001, 2002, 2003, 2008, 2010, 2012, 2013, 2014, 2017, 2018 |
| Juniata             | 6      | 1998, 2004, 2005, 2006, 2007, 2009                               |
| SUNY New Paltz      | 2      | 2016, 2019                                                       |
| Carthage            | 2      | 2021, 2022                                                       |
| Stevens Tech        | 2      | 2015, 2023                                                       |
| La Verne            | 1      | 1999                                                             |
| UC San Diego        | 1      | 2000                                                             |
| Nazareth            | 1      | 2011                                                             |
| California Lutheran | 1      | 2024                                                             |
| Southern Virginia   | 1      | 2025                                                             |